# Сибирский торговый банк
Сиби́рский торго́вый банк (СТБ) — акционерный коммерческий банк Российской империи, основанный в 1872 году и национализированный советской властью в 1917 году.

## История

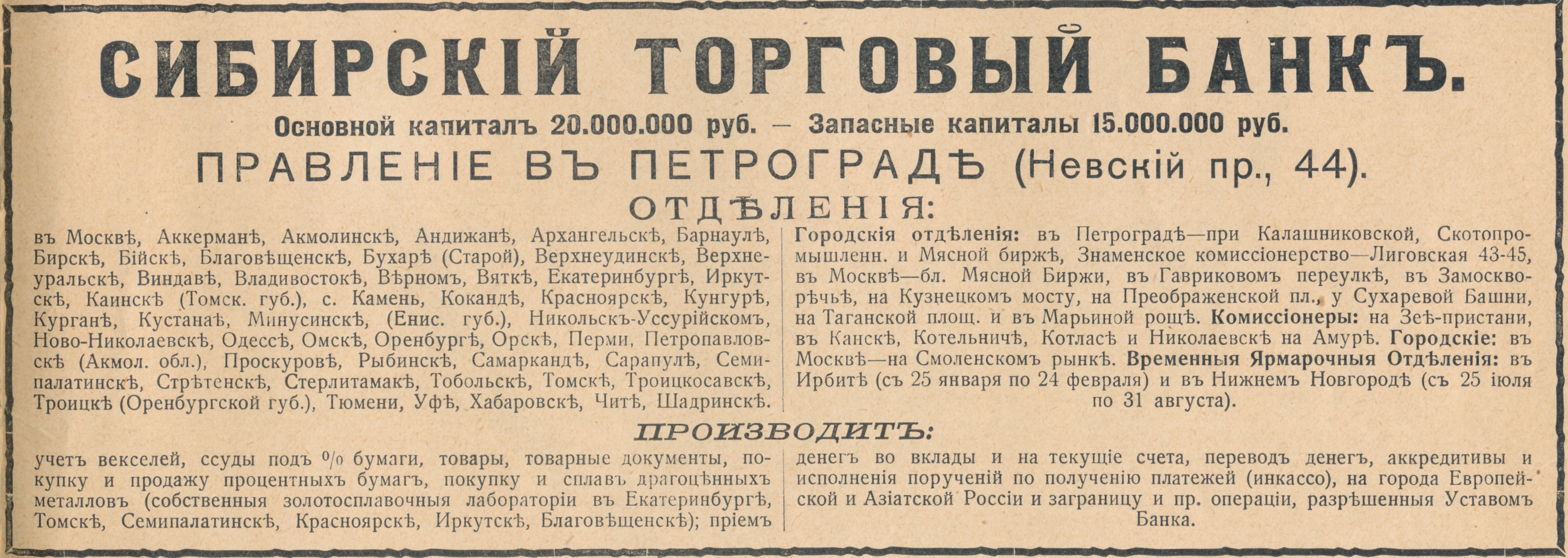
Реклама Сибирского торгового банка, 1916 год.

Устав банка был утверждён министром финансов Российской империи 28 июня (10 июля) 1872 года, учреждение банка санкционировано Сенатом 5 (17) июля 1872 года. В качестве даты основания банка указывается также 10 (22) ноября 1872 года.
До конца XIX века банк занимался главным образом учётом векселей, ссудами под товары и товарные документы, а также скупкой золота и платины с последующей аффинажной переработкой их в слитки в собственных лабораториях в Екатеринбурге, Томске и Иркутске. СТБ активно кредитовал золотодобывающие активы своих учредителей В. И. Асташева и Г. Е. Гинцбурга. За эти годы банк открыл 14 отделений в крупнейших городах и торговых центрах Сибири и Урала, а также за счёт одной лишь прибыли удвоил свои средства.
Приход второго поколения акционеров усилил позиции руководителя столичной конторы банка (появилась одновременно с началом деятельности Правления в Екатеринбурге) Альберта Михайловича Соловейчика, женатого на племяннице одного из учредителей СТБ Л. М. Розенталя. Альберт (Абель Лазарь) Соловейчик являлся провизором из Харькова, который в 1884 году выиграл в Правительствующем Сенате дело о разрешении ему жить за пределами черты оседлости. Параллельно провизор делал карьеру в СТБ: в конце 1870-х годов он стал членом Правления, а в конце концов и председателем Правления банка вплоть до своей смерти в 1900 году. Его стараниями между екатеринбургским и петербургским отделениями сложилось своеобразное разделение труда. Если уральское отделение занималось кредитованием бизнеса, то столичный офис сосредоточился на биржевых операциях.
Смерть Соловейчика совпала с началом экономического кризиса 1900—1903 годов, что повлекло за собой смену стратегии банка. Правление СТБ было переведено в Санкт-Петербург, возглавил его Леонид Захарович Лансере, в то время как единственный сын и наследник покойного Михаил Альбертович Соловейчик получил более скромную роль, чем рассчитывал. В 1914 году Сибирский торговый банк занимал 7-е место среди акционерных коммерческих банков в Российской империи по объёму основных активов.
Важнейшую роль в деятельности банка играло кредитование торговли. Его отделения (в 1914 их было 57) производили операции по обслуживанию экспорта хлеба, сибирского сливочного масла, среднеазиатского каракуля и других товаров. Банк также участвовал в финансировании железных дорог, пароходств, создании новых и расширении старых промышленных предприятий, в том числе каменноугольных шахт, военных заводов, среди которых был и завод «Вулкан». Под руководством Сибирского торгового банка в 1914 году был учреждён Монгольский национальный банк. Банк организовал ряд геологических экспедиций для изыскания месторождений золота и исследования Джезказганских залежей медной руды.
В 1913 году банк был одним из учредителей Западно-Русского общества пароходства.
Сибирский торговый банк вместе с другими частными банками был ликвидирован (национализирован) присоединением к Государственному банку Российской Республики декретом ВЦИК от 14 (27) декабря 1917 года. Декретом Совнаркома от 23 января (5 февраля) 1918 года акционерный капитал Сибирского торгового банка, наряду с акционерными капиталами других частных банков, был конфискован в пользу Государственного банка Российской Республики.
В 1990-е годы в Российской Федерации был создан одноимённый банк, просуществовавший до апреля 1997 г., когда у него была отозвана банковская лицензия.

## Акционеры

### Учредители банка
Один из первых историков банковской системы Российской империи И. И. Левин отмечал, что дореволюционные акционерные банки возникали по одинаковой схеме: всюду в числе учредителей встречаются выросшие в 1850—1860 годах биржевые спекулянты и банкирские дома в компании «почему-либо причастных к учреждаемому банку или для него интересных своим титулом, званиями, связями, положением, капиталами. Графы, князья, чиновники, генералы, адмиралы, купцы, профессора — кто только ни фигурирует в этих списках…».
Данное замечание справедливо и для СТБ: среди его учредителей был Гораций Евзелевич Гинцбург, глава столичного банкирского дома «И. Е. Гинцбург», при участии которого открылись 10 российских акционерных банков — среди них Киевский частный коммерческий банк (1868), Петербургский Учётный и ссудный банк (1869), Одесский коммерческий банк (1870), Бессарабско-Таврический земельный банк (1872) и другие. Известным банкиром являлся и ещё один учредитель — Леон (Иегуда Лейб) Моисеевич Розенталь, компаньон банкирского дома «И. Е. Гинцбург», инициатор создания Центрального банка русского поземельного кредита (1873).
Ещё три учредителя банка имели интересы в золотодобыче:
- Асташев, Вениамин Иванович — полковник, сын томского золотопромышленника И. Д. Асташева. После регистрации банка он приобрёл Березовское месторождение золота (1874 год), также выступил учредителем «Миасского золотопромышленного дела» и «Алтайского золотопромышленного дела». Во всех этих проектах его компаньоном являлся Г. Е. Гинцбург. Помимо общих предприятий с Асташевым, Гинцбурги имели и собственные интересы в добыче золота, скупая паи в «Ленском золотопромышленном товариществе»[22];
- Бенардаки, Николай Дмитриевич — коллежский советник, сын крупного откупщика и промышленника Д. Е. Бенардаки, пайщик «Верхне-Амурской золотопромышленной компании», который привлёк в неё Г. Е. Гинцбурга[23].
- Нуров, Михаил Ананьевич — городской голова Екатеринбурга (1863—1866 и 1876—1880), владелец салотопенного завода, искавший способы увеличения доходов, в том числе за счёт золотодобычи[24].

Наконец, последние два учредителя играли роль упоминавшихся Левиным «чиновников, генералов, адмиралов и т. д.»: это Свиты Его Императорского Величества генерал-майор Пётр Павлович Дурново и генерал-адъютант, начальник штаба Войск гвардии и Петербургского военного округа Павел Андреевич Шувалов. Оба они стали впоследствии компаньонами В. И. Асташева по золотодобыче в Берёзовском и Миассе.

### Изменения среди акционеров
К 1890-м годам состав акционеров банка обновился: в 1880 году умер Михаил Нуров, в 1887 году скончался Леон Розенталь, ещё через два года умер Вениамин Асташев. В 1892—1894 годах банкирский дом «И. Е. Гинцбург» прошёл через процедуру банкротства, после чего семья Гинцбургов переключила внимание на промышленность. В Совете банка появились новые лица: петербургское отделение возглавил П. А. Всеволожский, его уральским коллегой стал В. А. Поклевский-Козелл.
В. И. Ленин в своей работе «Империализм, как высшая стадия капитализма» указывал, что банк наряду с Русским для внешней торговли банком по состоянию на 1910 год «от времени до времени» входил в состав финансовой группы Deutsche Bank'а (зависимость первой степени).

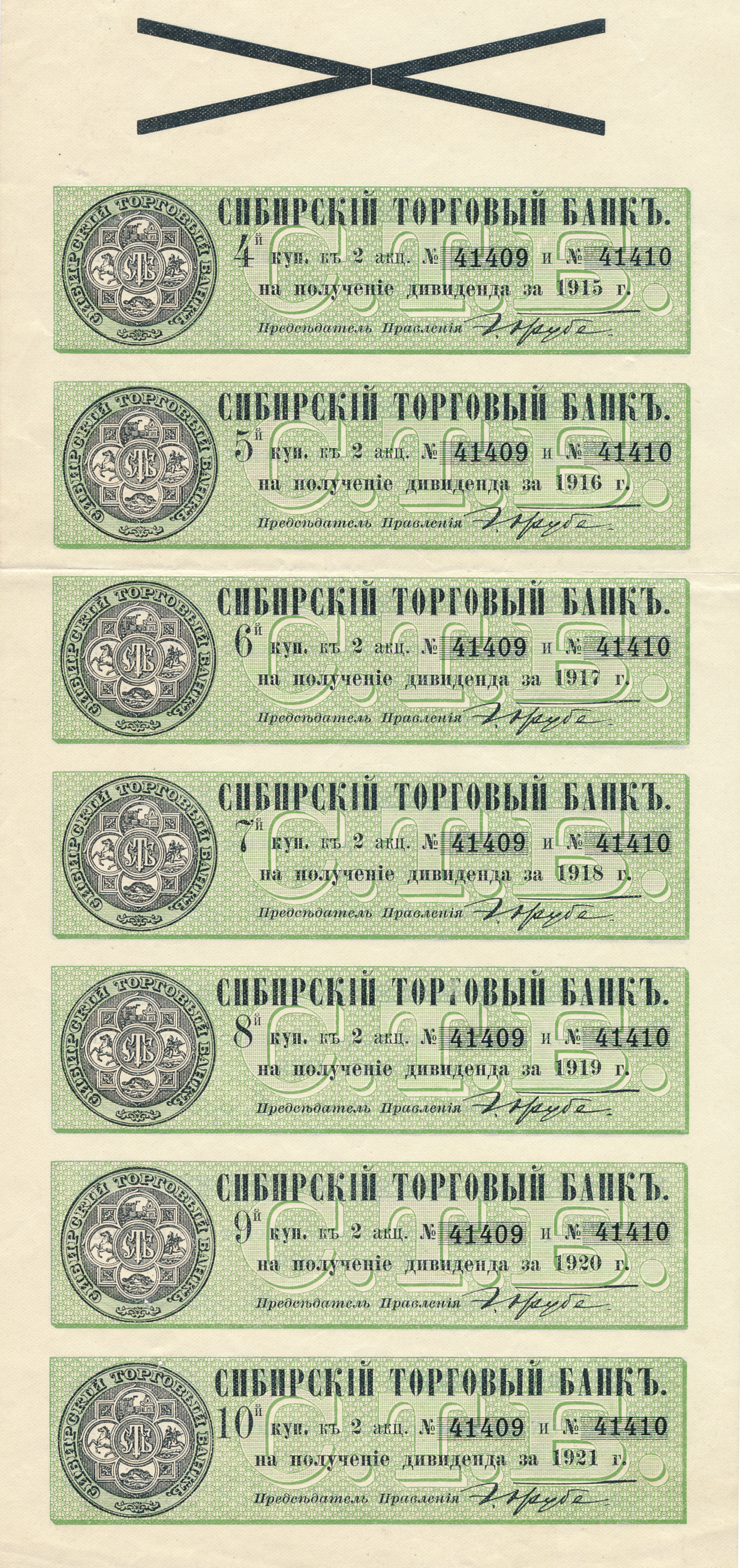
Неоплаченные купоны на получение дивидендов за 1915—1921 годы.
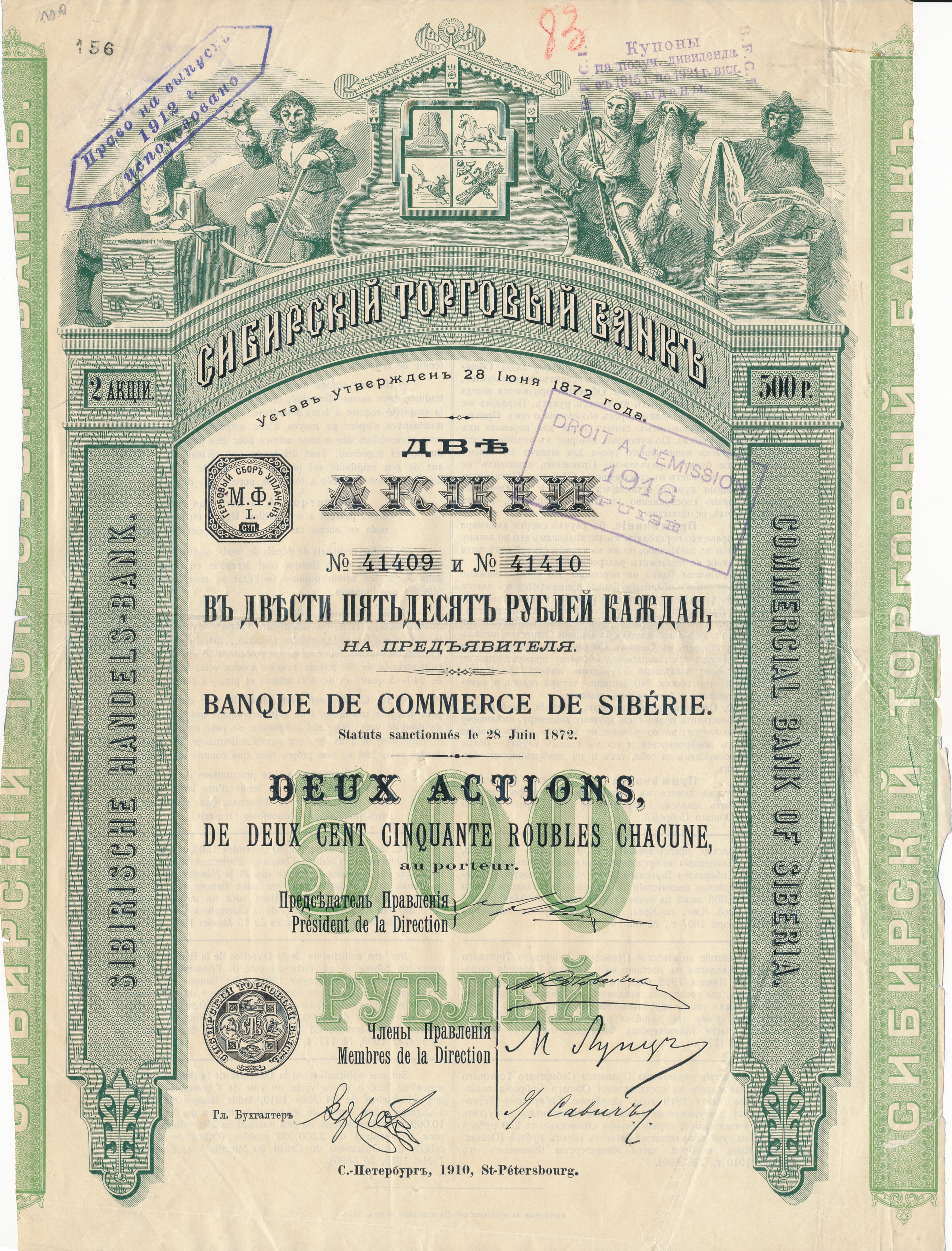
2 акции Сибирского торгового банка на предъявителя со штампом о выдаче купонов, 1910 год.
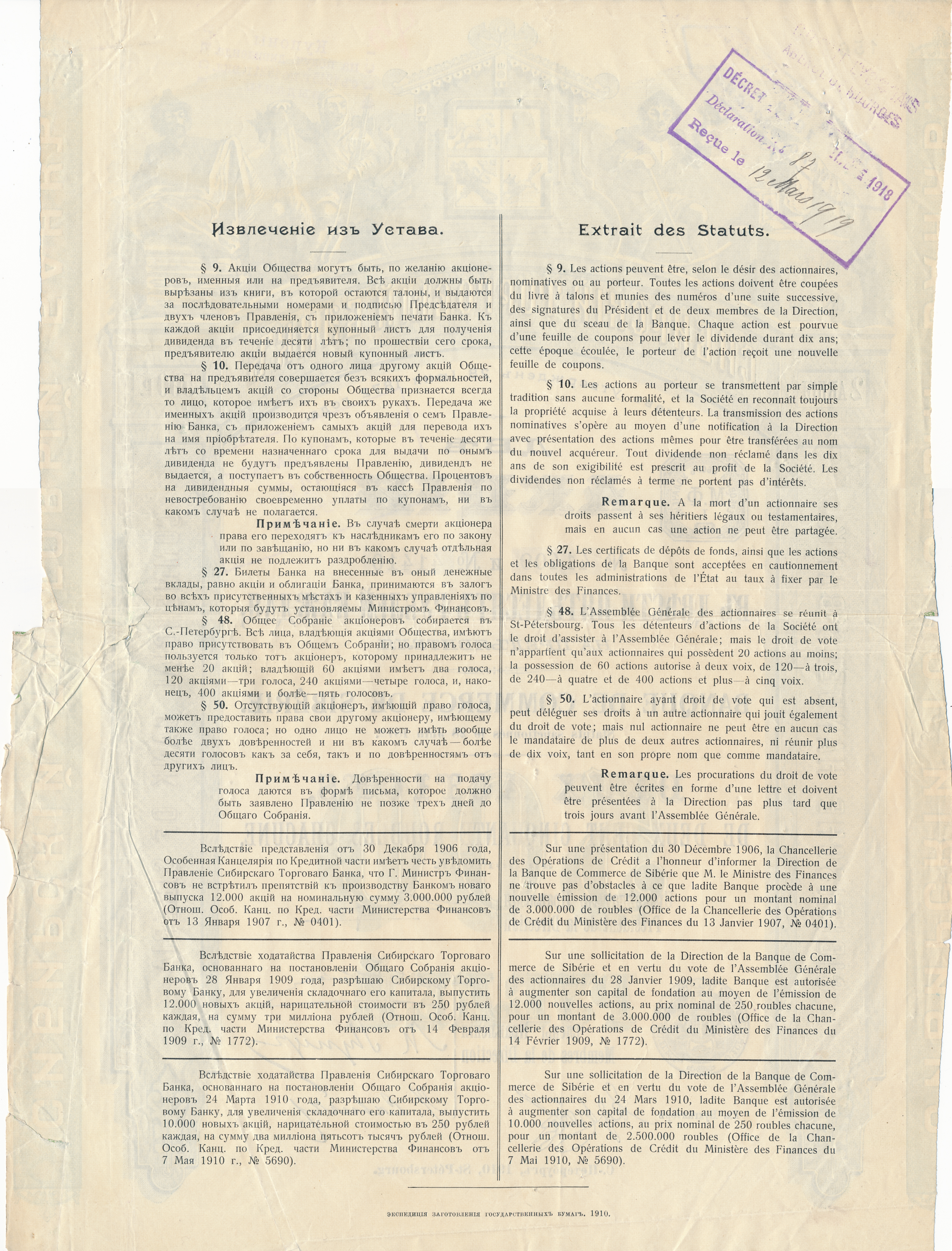
2 акции Сибирского торгового банка на предъявителя, 1910 год, оборот.
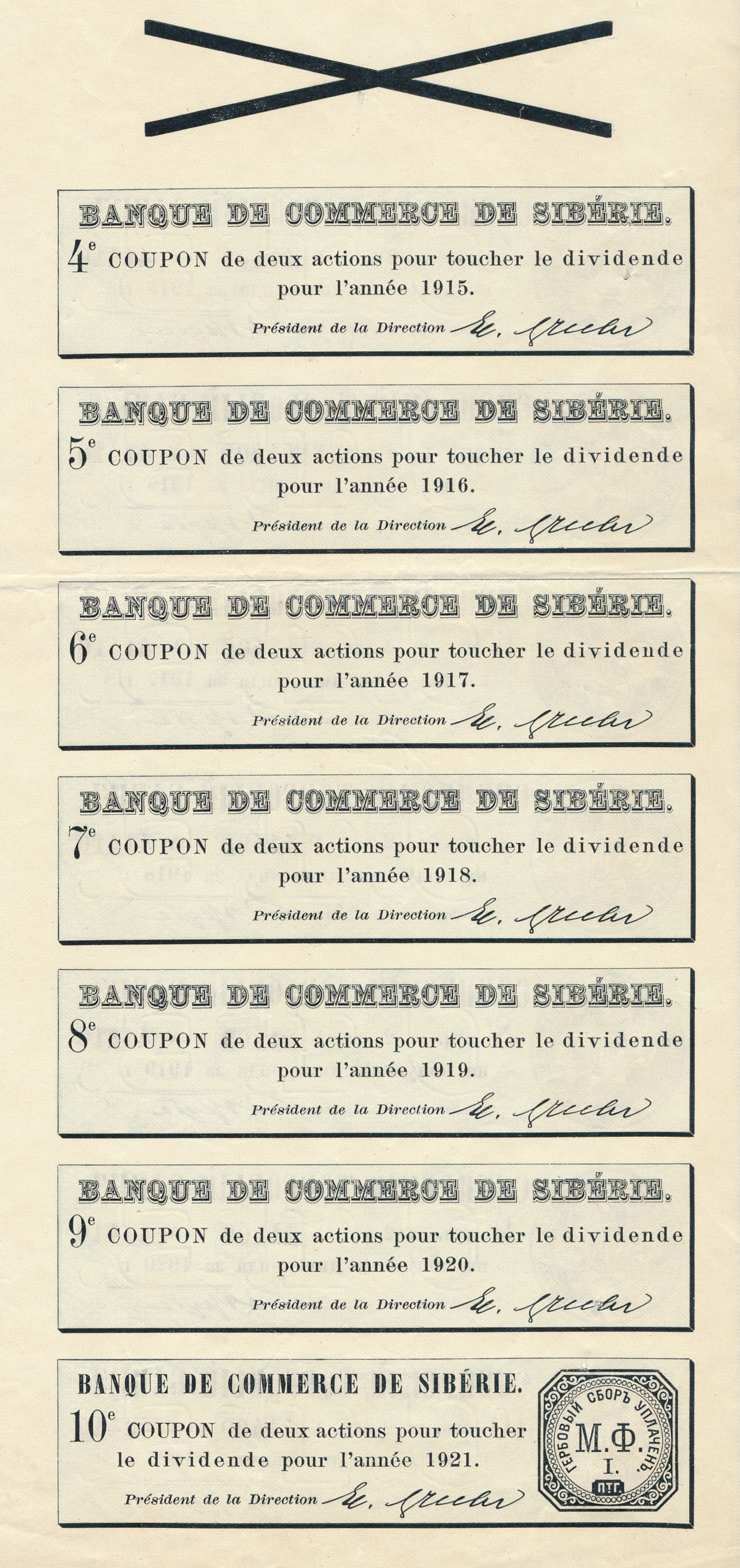
Неоплаченные купоны на получение дивидендов за 1915—1921 годы, оборот.

## Руководство
При создании банк получил замысловатую систему управления. Уставом СТБ было предусмотрено, что общее собрание акционеров собирается в Санкт-Петербурге, а вот коллегиальный исполнительный орган — Правление в составе 5 человек находилось в Екатеринбурге, по месту регистрации банка.
Совет банка, функции которого схожи с советом директоров, функционировал в обоих городах сразу, будучи разбит на два отделения. Одно отделение в составе 8 членов имело постоянное пребывание в Петербурге, а второе в числе 4 человек действовало в Екатеринбурге. При этом каждое из отделений Совета избирало собственного председателя.

### Председатели Правления
- 1872—1876 — Нуров, Михаил Ананьевич[24]
- Симанов, Илья Иванович[9]
- Дрозжилов, Александр Алексеевич[9]
- до 1900 — Соловейчик, Альберт Михайлович[10]
- 1901—1911 — Лансере, Леонид Захарович[9]
- с 1911 — Грубе, Эрнест Карлович

### Директора-распорядители
- 1880—1902 — Маклецкий, Илья Захарович[9]
- 1902—1916 — Соловейчик, Михаил Альбертович

## Адреса

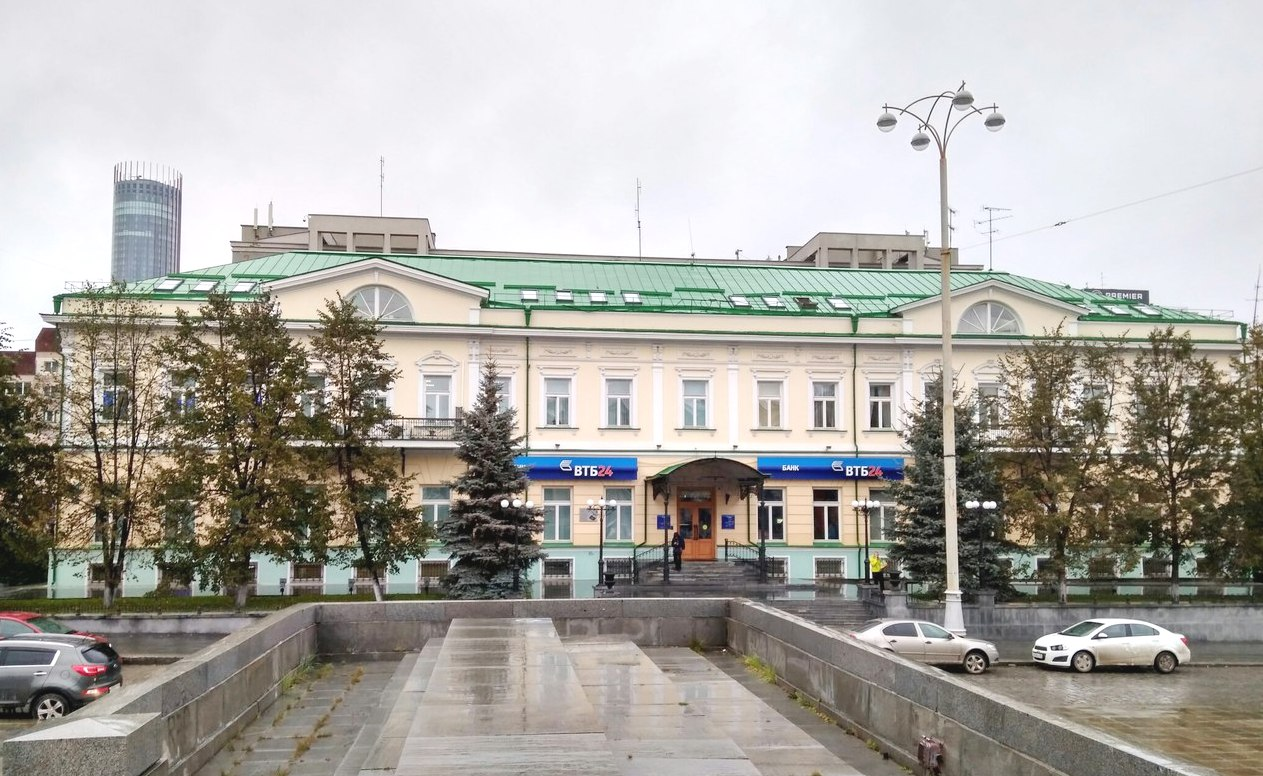
Современный вид бывшей штаб-квартиры банка в Екатеринбурге, 2017 год

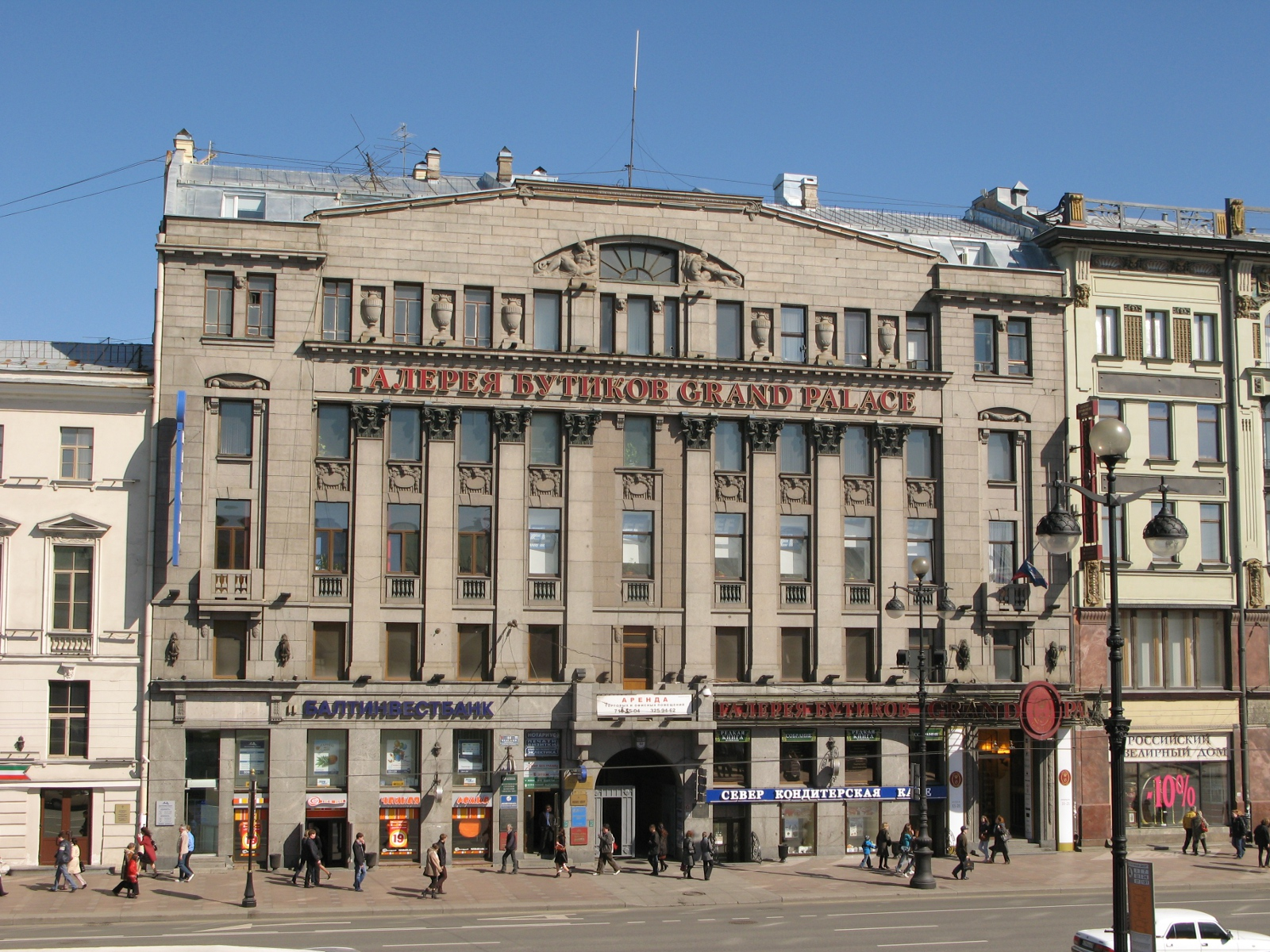
Бывшее здание банка в Санкт-Петербурге, 2009 год

### Штаб-квартиры

#### Екатеринбург
В Екатеринбурге банк занимал здание на Главном проспекте (ныне — проспект Ленина), дом 27. Ныне это объект культурного наследия под названием «Здание Сибирского торгового банка (конспиративная квартира Я. М. Свердлова в 1905 году)».

#### Санкт-Петербург
В столице империи банк располагался по адресу Невский проспект, дом 44 (Дом страхового общества «Россия»). Нынешнее здание возведено в 1908 году архитектором Б. Гиршовичем по заказу банка. Это качественный и даже благородный неоклассицизм: твёрдо расчерченный серый гранитный фасад, ясно прорисованные детали, крепкие рельефы. Чёткость этой неоклассики особенно заметна на фоне южнославянского модерна соседнего дома (Невский проспект, 46).

### Прочие отделения

#### Владивосток
В Владивостоке банк размещался в здании на улице Светланской, 20. Построенное в 1903—1906 годах, это здание, известное как «дом Бабинцева», принадлежало торговому дому «Бриннер, Кузнецов и К°». Кроме Сибирского торгового банка, здесь размещались магазины и квартиры. В настоящее время в здании находится основная экспозиция объединённого краеведческого музея имени В. К. Арсеньева.

Здания бывших отделений СТБ
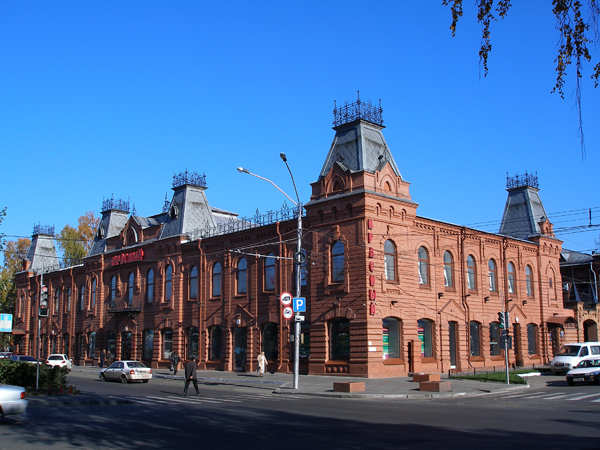
Барнаул, 2007 год
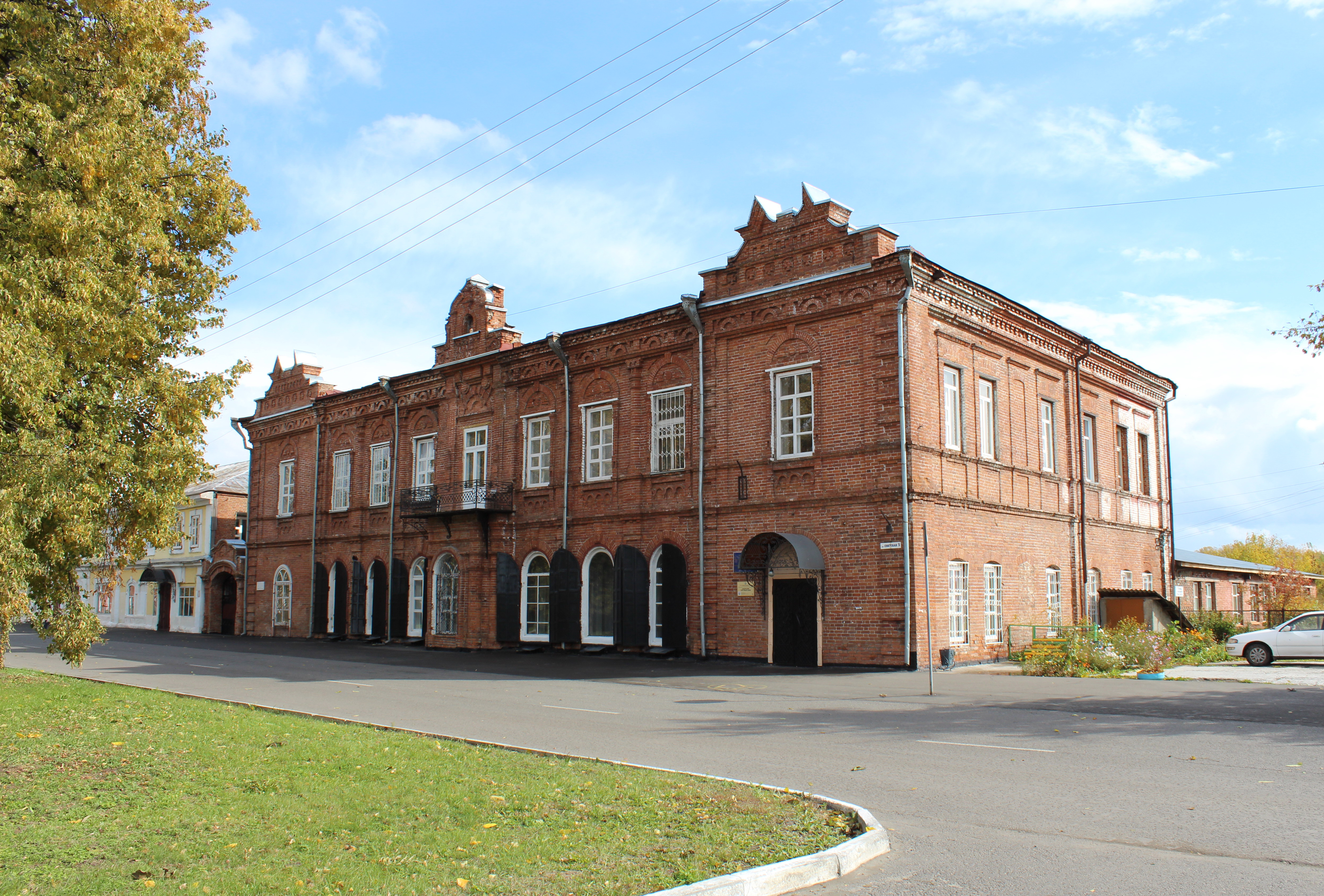
Бийск, 2013 год
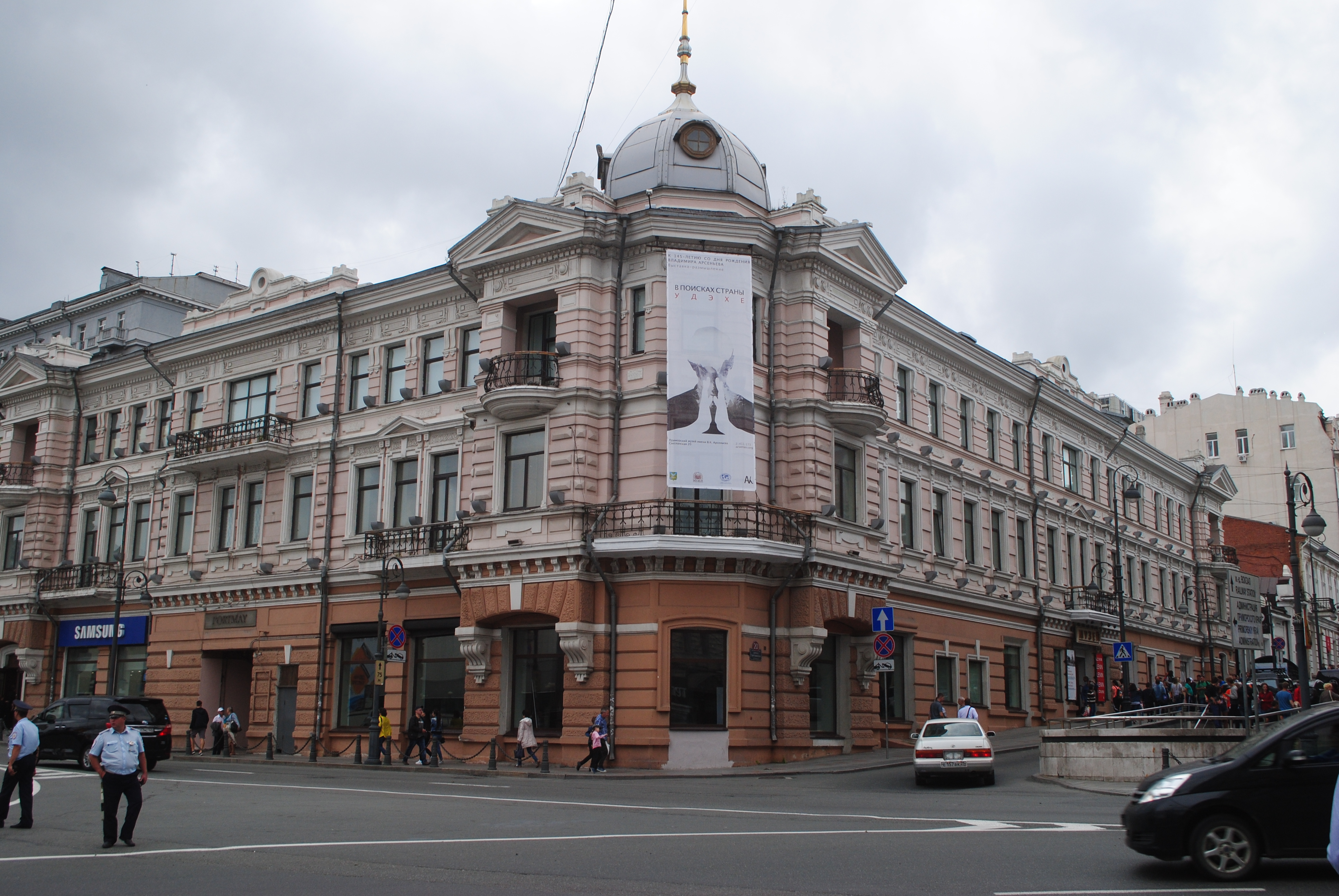
Владивосток, 2017 год
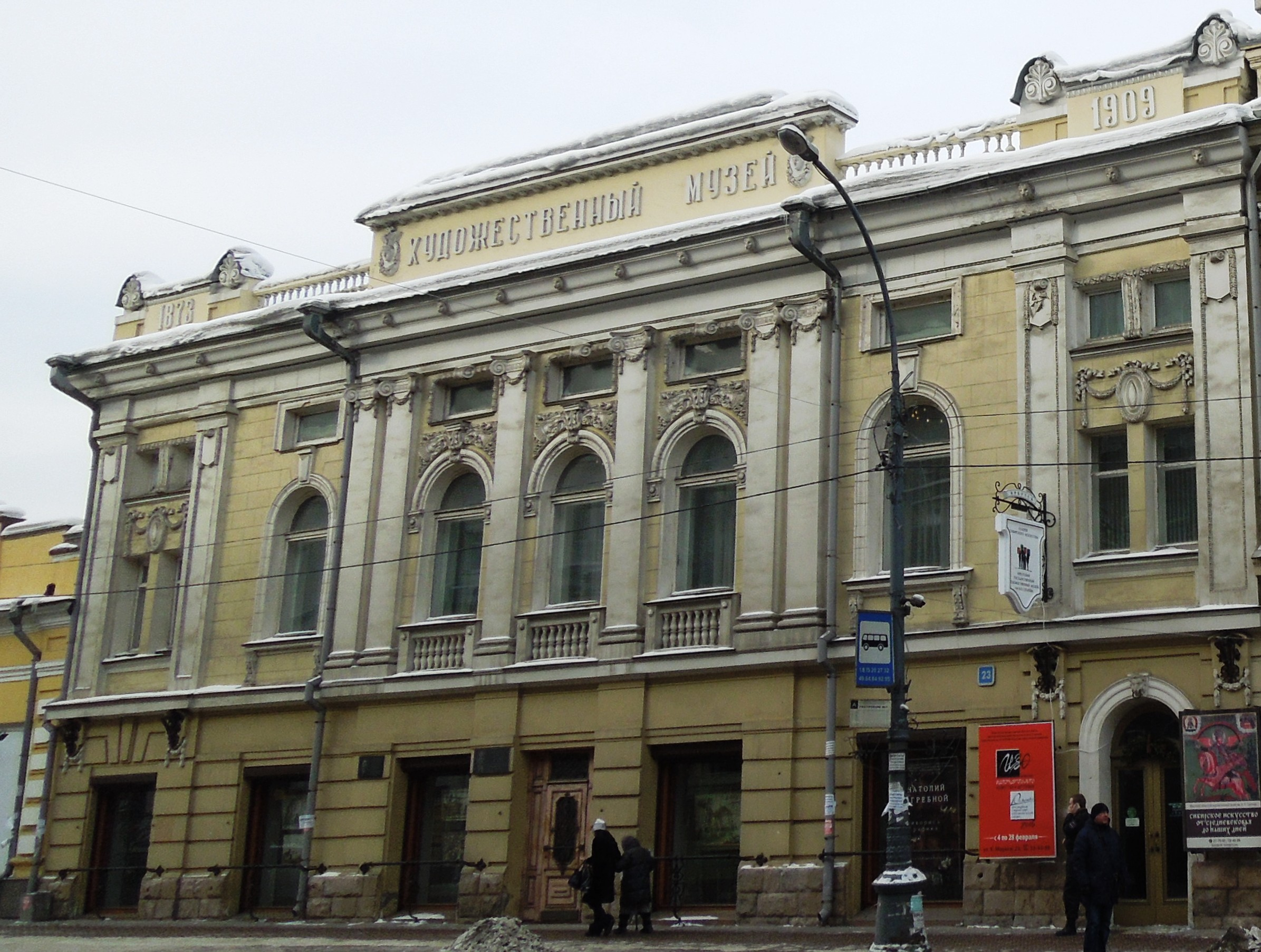
Иркутск, 2016 год
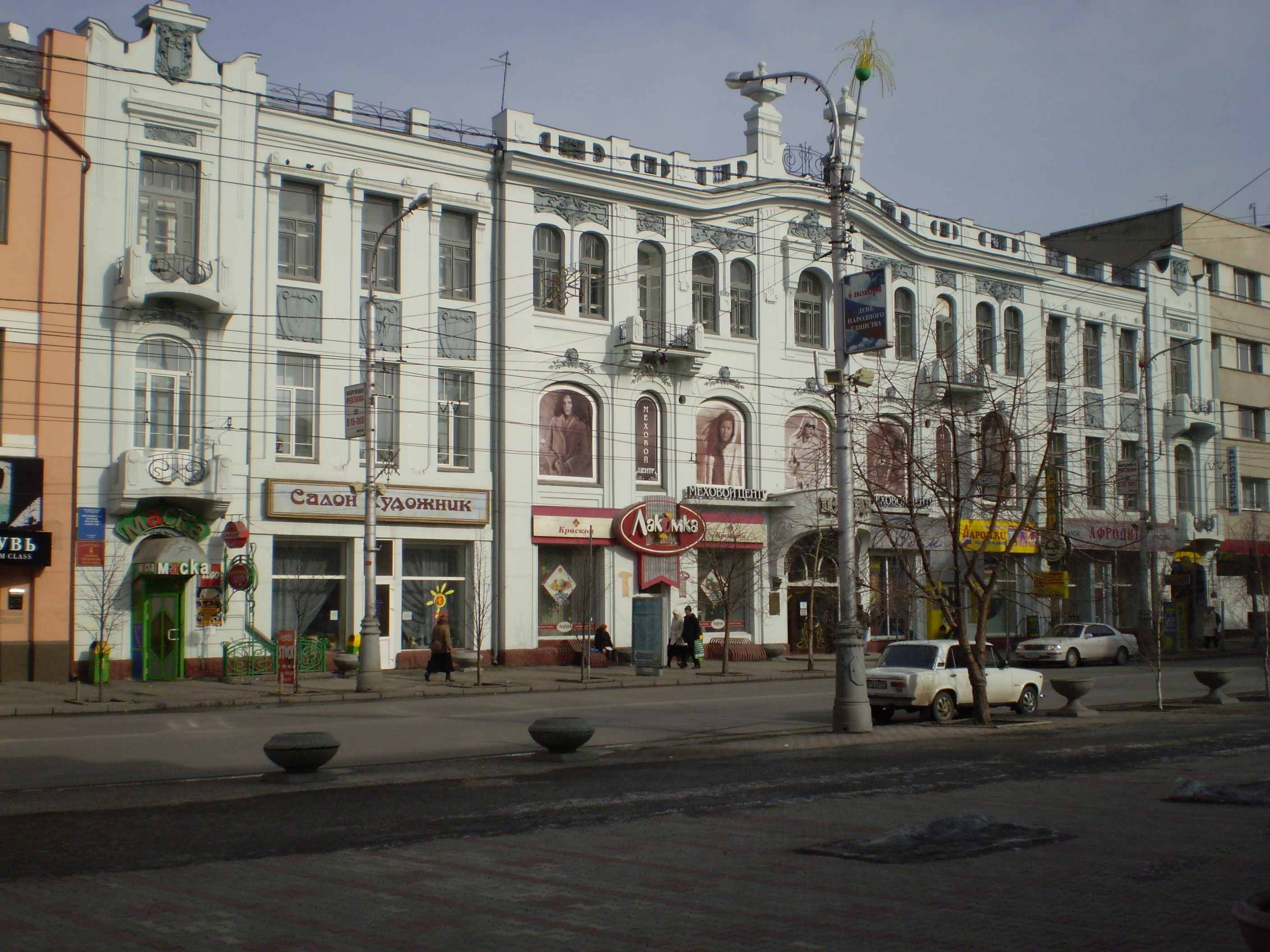
Красноярск, 2007 год
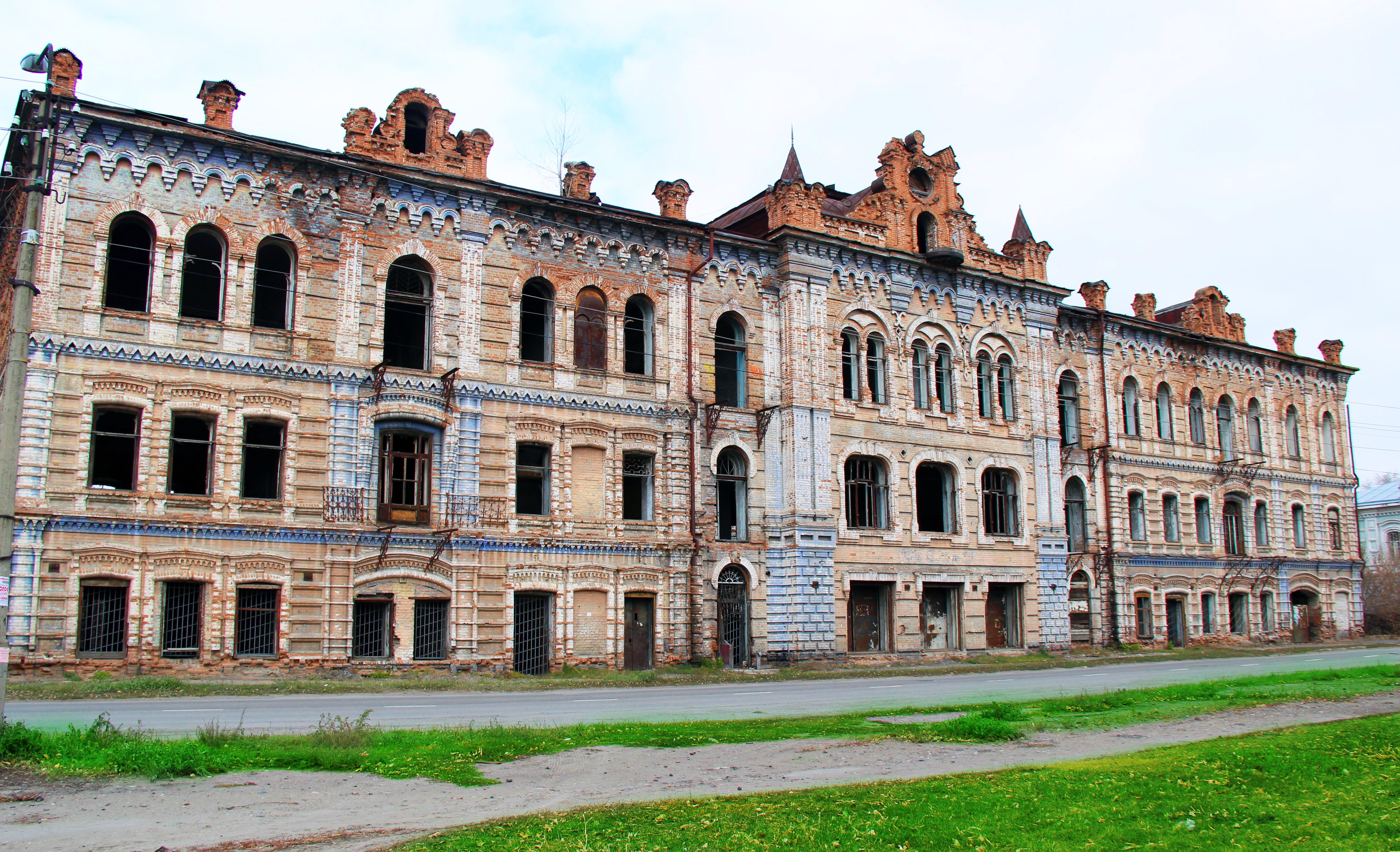
Минусинск, 2012 год
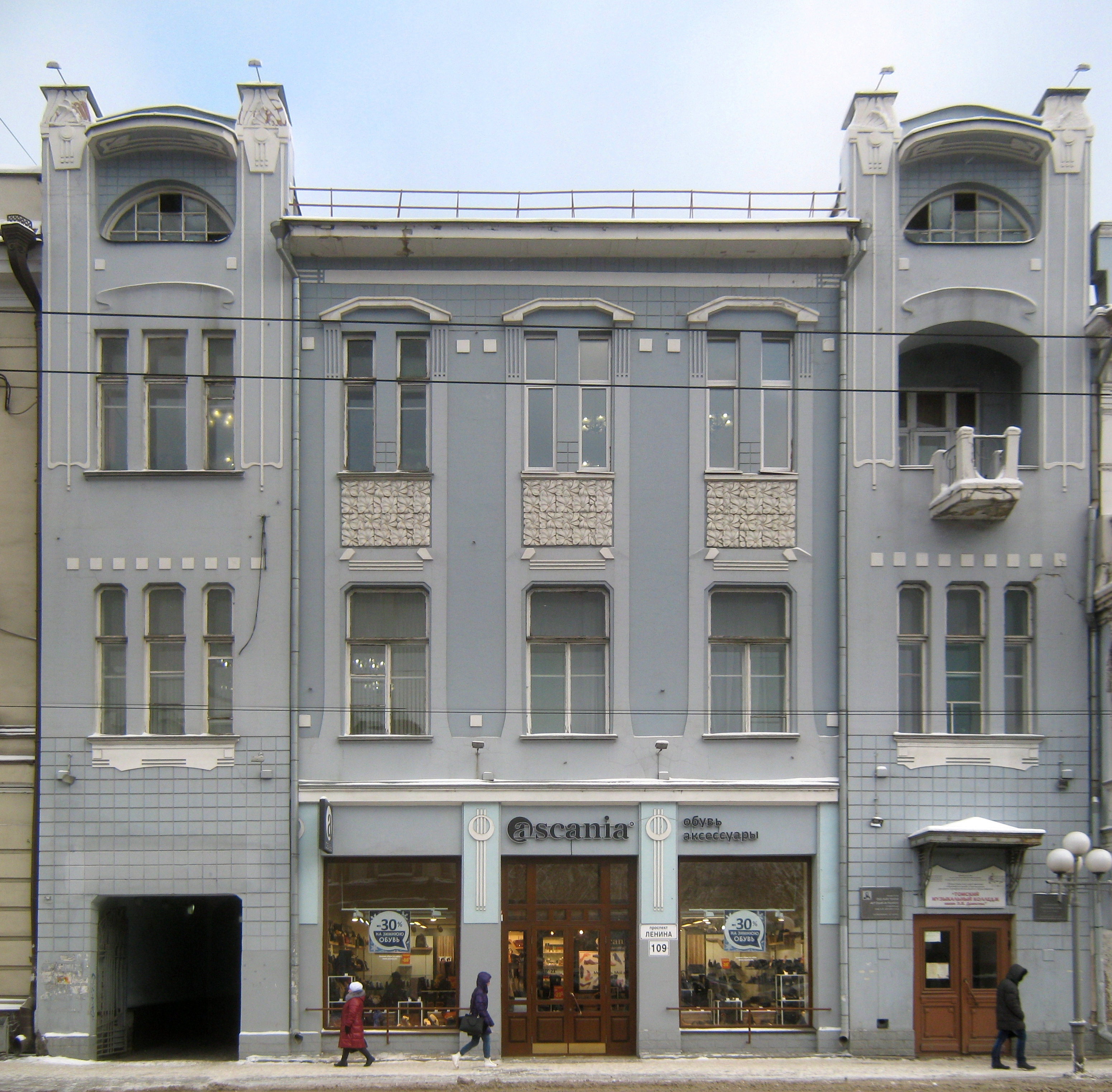
Томск, 2015 год
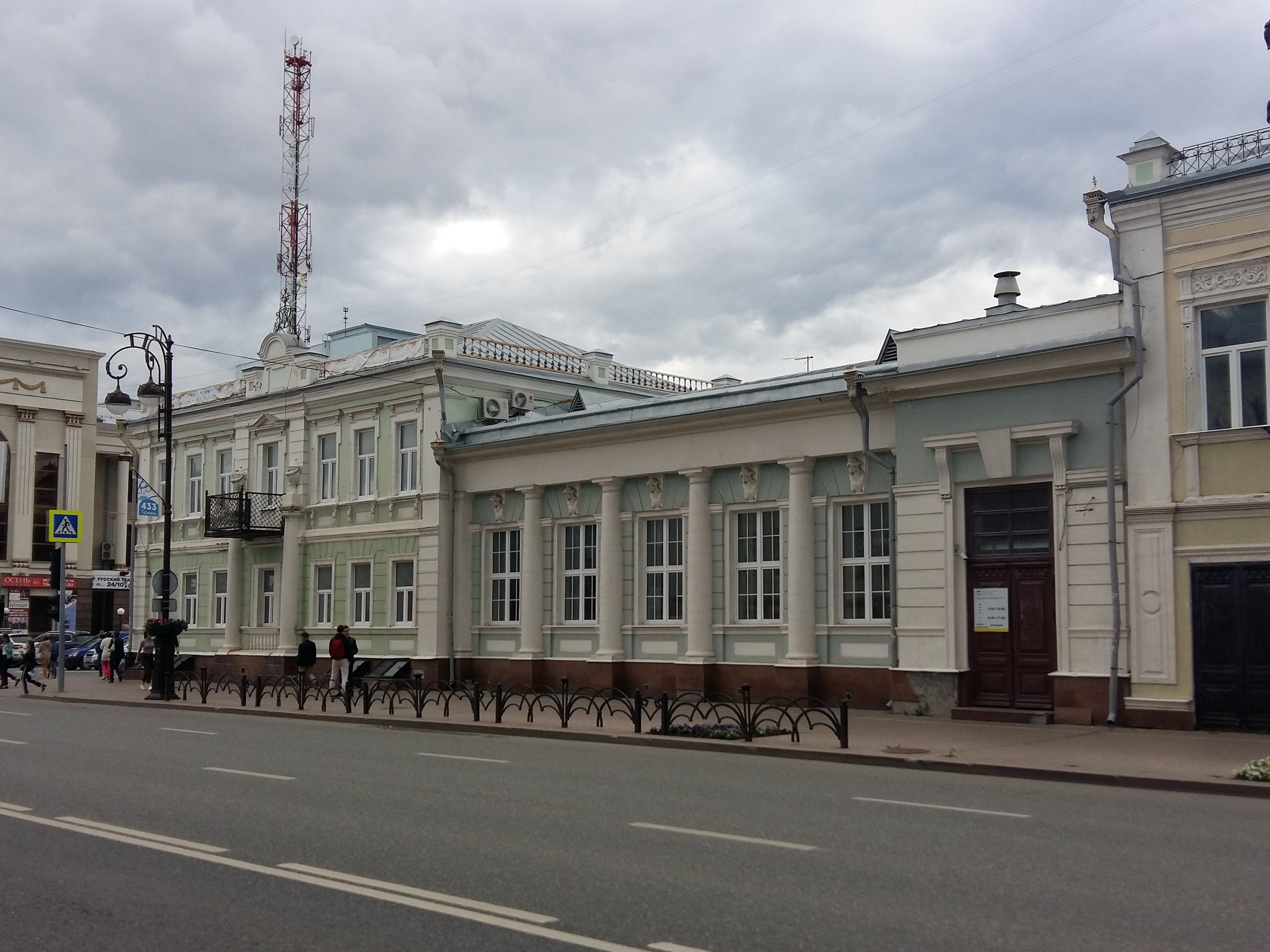
Тюмень, 2019 год